# Live in Berkeley
Live in Berkeley – pierwszy album koncertowy Juniora Reida, jamajskiego wykonawcy muzyki roots reggae i dancehall.
Album w postaci dwóch płyt (CD+DVD) został wydany 4 września 2007 roku przez amerykańską wytwórnię 2B1 Records. Znalazło się na nim nagranie z koncertu muzyka w Berkeley w roku 2006. Na scenie akompaniowali mu instrumentaliści z zespołu The Blendem Band. Produkcją krążka zajęli się Boots Hugston oraz jego syn, Dusty Hugston.

## Lista utworów
1. "Boom-Shack-A-Lack"
2. "Please Officer"
3. "Rasta Government"
4. "Poison / Anthem"
5. "Rampapompom"
6. "Youthman"
7. "Cut A Matchstick In 4"
8. "Fisherman Row"
9. "Foreign Mind"
10. "General Penetentary"
11. "Mashing Up The Earth"
12. "Propogander"
13. "Nature Provides"
14. "Elements"
15. "One Blood"
16. "Stop Deport Di Youth"
17. "Listen To The Voice"
18. "Banana Boat Man"